# Юлия возвращается домой
Юлия возвращается домой (пол. Julia wraca do domu) — драматический фильм 2002 года, режиссёр Агнешка Холланд. В главных ролях Миранда Отто и Уильям Фихтнер. Фильм получил награду на фестивале Method Fest 2003 года.

## Сюжет
Юлия находит своего мужа Генри в постели с другой женщиной, когда рано возвращается домой из поездки с их близнецами Николасом и Николь, которые верят в волшебство и даже имеют свой собственный язык. Когда она обнаруживает, что у её сына рак лёгких, Юлия обращается за помощью к целителю в Польше. Между Юлией и Алексеем, харизматичным целителем, развиваются романтические отношения. После того, как Николас вылечился, Алексей разыскивает Юлию в Канаде, и у них начинаются отношения. Николас снова заболевает, и Алексей не может его вылечить. Выбрав любовь, Алексей потерял свой дар. Хотя сейчас Юлия беременна от Алексея, она и её муж воссоединяются, оба смирились с болезнью сына и пытаются извлечь из ситуации максимум пользы ради дочери. В волшебном мире близнецов смерть – это, конечно, не конец, как мы узнаем в последней сцене.

## В ролях
- Миранда Отто — Юлия Маковски
- Уильям Фихтнер — Генри
- Лотер Блюто — Алексей
- Райан Смит — Николас
- Бианка Крудо — Николь
- Марк Дэй[англ.] — священник Харпер